# Canon T80
La Canon T80 è la prima fotocamera reflex a obiettivo singolo 35mm autofocus di Canon. 
La produzione è iniziata nell'aprile 1985 ed è stata interrotta nel giugno 1986. Sono stati prodotti tre obiettivi speciali, denominati AC, in esclusiva per la fotocamera.
Fa parte della serie T di fotocamere con attacco FD, non è compatibile con il successivo sistema EOS di Canon e gli obiettivi con innesto EF autofocus. È possibile utilizzare anche altri obiettivi con attacco FD, ma senza capacità di messa a fuoco automatica.

## Autofocus
Il sistema di messa a fuoco automatica nel T80 funziona allo stesso modo del sistema di assistenza alla messa a fuoco incorporato nel precedente AL-1. Un CCD lineare viene utilizzato per rilevare il contrasto nell'area di messa a fuoco, quando quest'area ha il contrasto massimo, l'obiettivo è a fuoco. Questo è un meccanismo simile a quello utilizzato nelle fotocamere digitali compatte. Quando viene utilizzata una lente di messa a fuoco manuale, la fotocamera fornisce assistenza per la messa a fuoco esattamente nello stesso modo di AL-1.
Gli obiettivi autofocus contengono un motore e i contatti elettrici nell'innesto dell'obiettivo lo collegano ai circuiti della fotocamera.

## Esposizione automatica e modalità scena
Ad eccezione della sua capacità di messa a fuoco automatica, il T80 è molto simile al precedente T70, con quattro modalità scena programmate oltre alla normale esposizione automatica del programma (AE). Questi sono:
- Deep Focus - la fotocamera sceglie un'apertura stretta per ottenere una maggiore profondità di campo. Utile per paesaggi o altre situazioni in cui il fotografo ha bisogno di ottenere tutto in modo ragionevole. Contrasta con una bassa velocità dell'otturatore.
- Messa a fuoco poco profonda: la fotocamera sceglie un'ampia apertura per ottenere una profondità di campo ridotta. Utile per la ritrattistica, per ridurre le distrazioni di fondo.
- Stop Action: la fotocamera sceglie una velocità dell'otturatore elevata in modo che il movimento venga interrotto. Utile per sport, fauna selvatica, bambini ecc.
- Fluente: la fotocamera sceglie un tempo di posa più lungo per il movimento intenzionale o la sfocatura dello spostamento.
- Programma: la fotocamera ha più libertà di scelta. Tende a preferire velocità dell'otturatore ragionevolmente veloci per una minima sfocatura.

## Trasporto della pellicola
Il trasporto del film nella T80 è completamente automatico, proprio come nel T70, in entrambe le direzioni. Ciò lascia la parte superiore della fotocamera molto pulita, poiché non vi è alcuna leva di avanzamento o manopola di riavvolgimento. Il caricamento del film è automatico; l'utente deve solo allineare il leader del film con un segno arancione e chiudere il retro, e la fotocamera carica e avanza automaticamente il film. Gli indicatori sul display LCD superiore mostrano lo stato di caricamento, avvolgimento e riavvolgimento. Il motore e le altre funzioni della fotocamera, incluso il motore di messa a fuoco nell'obiettivo, sono alimentati da 4 batterie AAA alloggiate nella base della fotocamera.

## Obbiettivi AC
Sono stati prodotti tre obiettivi AC autofocus speciali per il T80. Ogni obiettivo contiene un motore per la messa a fuoco, a differenza del sistema AF integrale del corpo lanciato da Minolta. Tutti sono facilmente identificabili da un'area squadrata in alto a sinistra (vista dalla fotocamera) contenente il motore e da un anello rosso attorno all'elemento frontale dell'obiettivo. Le lenti sono:
- AC 50mm f/1.8
- AC 35-70mm f/3.5-4.5
- AC 75-200mm f/4.5

Tutti e tre, come la stessa T80, sono stati prodotti solo per un breve periodo e sono rari. La funzione di messa a fuoco automatica non funziona su altre fotocamere, sebbene possano essere utilizzate come obiettivi FD con messa a fuoco manuale. Tuttavia mancano gli anelli di apertura, quindi sono utili solo su corpi macchina FD che potrebbero controllare l'apertura dal corpo.
C'è un altro obiettivo autofocus Canon FD, il Canon New FD 35-70 mm f / 4 AF. Questo fu introdotto nel 1981, e usa un sistema di autofocus simile agli obiettivi della T80, con un motore integrale autofocus. L'obiettivo dispone di un sistema autofocus autosufficiente che non richiede l'elettronica dell'autofocus nel corpo macchina.
Canon, a differenza di Minolta e Nikon, era convinto che avere il motore nella lente fosse l'approccio ottimale; questa linea di pensiero è proseguita con il nuovo sistema EOS nel 1987, che rimane il sistema di montaggio standard di Canon oggi. 

## Dorso Data
Un "Command Back 80" era disponibile per la T80. Come il dorso disponibile per la T90, supporta la sovrimpressione della data di immagini, la codifica alfanumerica di immagini, le esposizioni temporali e l'esposizione all'intervallo di time-lapse.